# 록 어게인스트 레이시즘

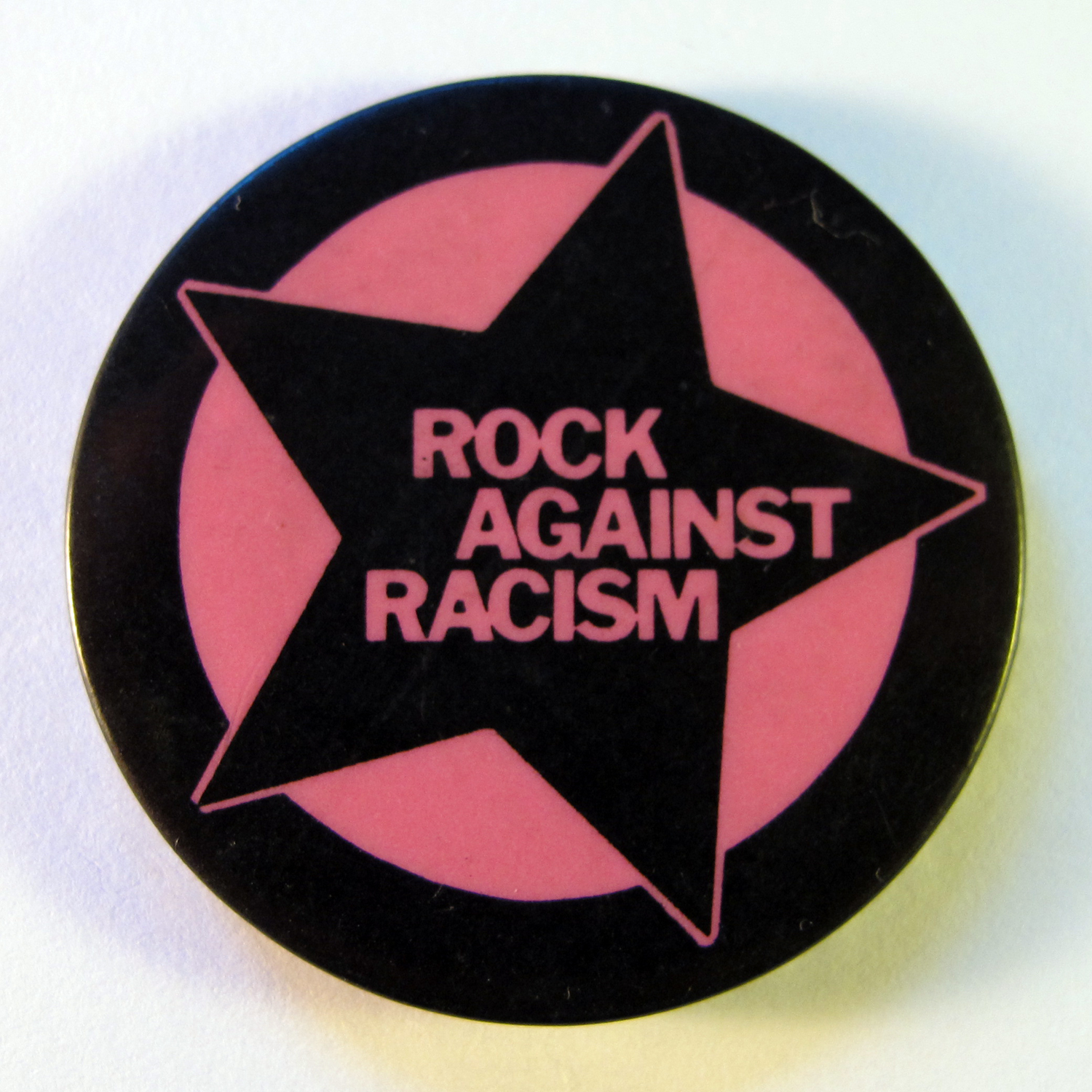
록 어게인스트 레이시즘 배지

록 어게인스트 레이시즘(Rock Against Racism, RAR)은 1976년 영국 내 인종차별의 증가 및 극우 정당인 국민전선에 대한 지지가 증가하면서 등장한 정치 및 문화 운동이다. 1976년부터 1982년까지 RAR의 활동가들은 영국 각지에서 카니발과 투어, 지역 공연과 클럽 등을 조직했다. RAR은 음악에 관심이 있는 흑인과 백인 팬들을 사람들이 인종차별을 받아들이는 것을 막기 위해 한데 모이게 했다. RAR의 슬로건 중 하나인 "레게, 솔, 로큰롤, 재즈, 펑크, 펑크"에 반양되어 있듯 RAR에 참여하는 음악가들은 모든 팝 음악 장르에서 왔다. 에릭 클랩튼과 데이비드 보위와 같은 록 음악가들의 인종차별적 발언에 대한 반응도 반영되어 RAR이 설립됐다.

## 역사
본래 인종차별에 반대하는 메시지를 지닌 일회성 콘서트로 구상됐던 록 어게인스트 레이시즘은 1976년 레드 손더스, 로저 허들, 조 레포드, 피터 브루노 등이 설립했다. 허들은 1976년 8월 에릭 클랩튼이 버밍엄에서 열린 콘서트에서 전 보수당 장관 이넉 파월(반이민 연설로 유명)에 대한 지지 선언을 하기 전까지 단지 아이디어에 불과했다고 밝혔다. 당시 클랩튼은 관객들에게 영국이 "인구 과밀" 상태에 있으며 영국이 "흑인 식민지"가 되는 것을 막기 위해 파월에 투표해야 한다고 말했다. 또한 영국이 "외국인들을 내보내고, 워그(Wog; 흑인 및 남아시아인들 비하 단어)를 내보내고, 쿤(Coon)을 내보내야 한다"고 말한 후 "영국을 백인으로 유지하라"(Keep Britain White)라는 국민전선의 슬로건을 반복해서 외쳤다. 이에 손더스, 레포드, 브루노와 허들은 뉴 뮤지컬 익스프레스에 클랩튼의 발언에 대한 반대를 표명하는 편지를 써서 대응했는데, 이들은 클랩튼이 밥 말리의 〈I Shot the Sheriff〉를 커버하여 히트를 했기 때문에 이 발언이 더욱 역겹다고 주장했다. 편지 끝 부분에는 록 어게인스트 레이시즘이라는 운동을 결성하는 데 도움을 줄 것을 호소했고, 록이 지닌 흑인의 뿌리를 지지하는 팬들로부터 수백 개의 답장을 받았다.

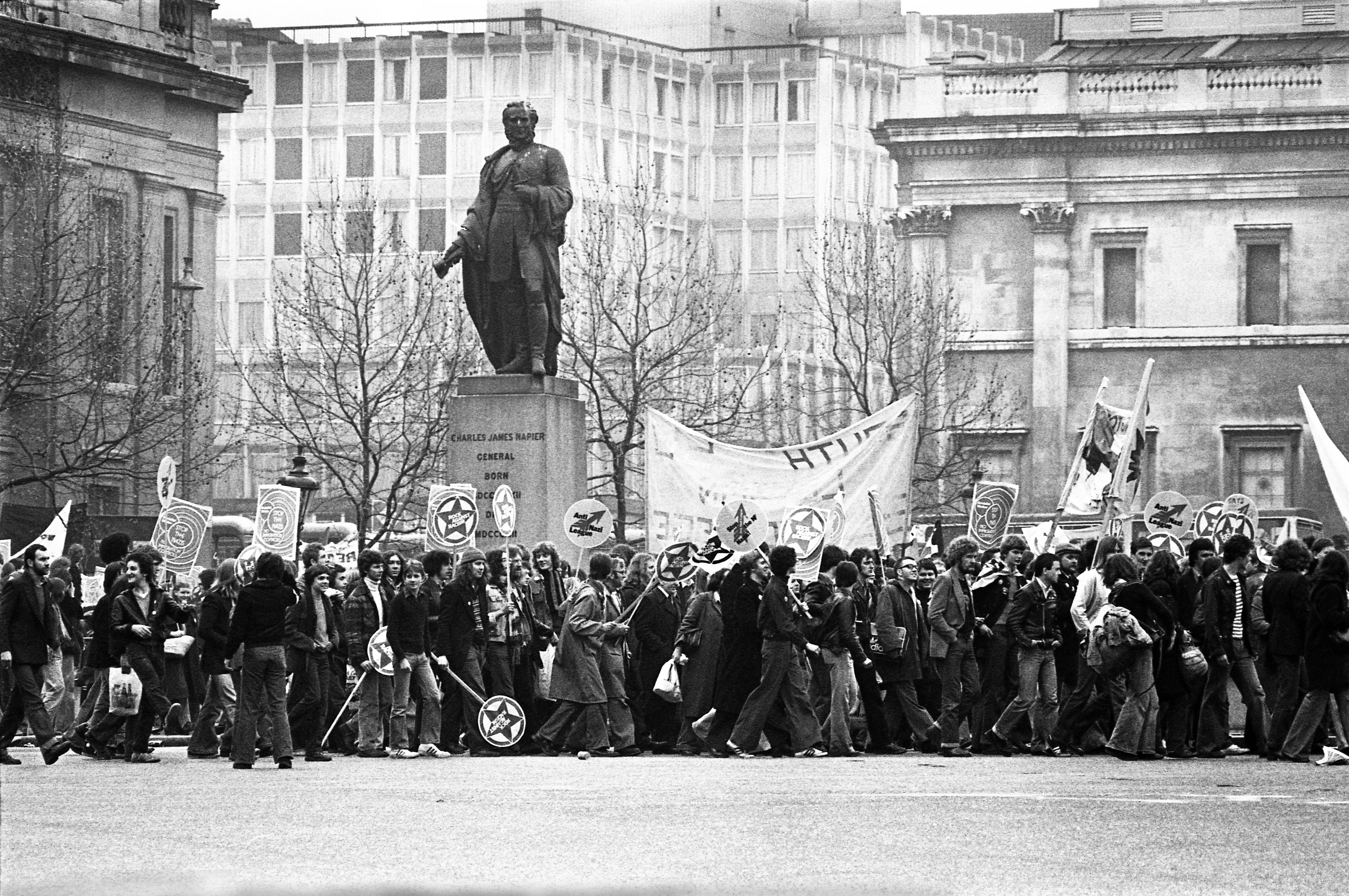
1978년 버밍엄 트라팔가 광장에서 열린 록 어게인스트 레이시즘 시위

클랩튼 외에도 다른 유명 음악가들도 선동적인 발언을 했는데, 데이비드 보위는 플레이보이, NME 및 스웨덴 출판물과의 인터뷰에서 파시즘의 지지 및 아돌프 히틀러에 대한 존경을 표했다. 보위는 "나는 영국이 파시스트 지도자로부터 이익을 얻을 수 있다고 생각한다. 어쨌든 파시즘은 민족주의다. 나는 파시즘을 매우 강하게 믿으며, 사람들은 연대 지도부 하에 항상 더 효율적으로 대응해 왔다", "아돌프 히틀러는 최초의 록스타 중 한 명이었다", "극우파가 나서서 모든 것을 쓸어버리고 모든 것을 정리해야 한다" 등을 발언했다. 나중에 보위는 이러한 발언에 대해 후회하고 부끄러움을 표명하면서 신비주의와 프리드리히 니체에 대한 집착 및 과도한 약물 사용으로 인해 생긴 것이었다고 언급했다. 이후 1983년 MTV의 앵커 마크 굿맨과의 인터뷰에서 보위는 MTV가 흑인 음악가들에 대한 충분한 노출을 제공하지 않는 채널을 공격적으로 비판하기도 했다. 또한 〈China Girl〉 및 〈Let's Dance〉에 대한 자신의 비디오를 인종차별에 대한 "단순"한 묘사라고 말했으며, 《Tin Machine》은 파시즘과 신나치주의에 대한 보다 직접적인 입장을 취하고 있다.
음악가들은 RAR에서 연주할 뿐만 아니라 많은 사람들이 공연과 클럽을 조직하는데 참여했다. 예컨대 리즈에서는 갱 오브 포, 메콘스, 델타 5가 모두 지역의 RAR 그룹에 적극적으로 참여했으며, 버밍엄에서는 오페어스와 더 비트, 사우솔에서는 미스티 인 루츠와 더 러츠도 자주 모습을 보였다. RAR의 초기 지지자였던 톰 로빈슨은 그의 밴드와 함께 여러 차례 공연을 했으며, 가끔씩 RAR 센트럴 콜렉티브 모임에 참석했다. 작가, 그래픽 아티스트, 사진작가, 음악가, 팬 등으로 구성됐던 콜렉티브에서는 RAR의 전국 행사를 감독했다.

## 같이 보기
- 록 어게인스트 섹시즘